# خوسيه لويس بوتشيتينو
خوسيه لويس بوتشيتينو (بالإسبانية: José Luis Pochettino)‏ هو لاعب كرة قدم أرجنتيني في مركز الهجوم، ولد في 29 يوليو 1965 في Las Perdices ‏ في الأرجنتين. لعب مع تاليريس كوردوبا وتيغري ودندي يونايتد وديبورتيفو إسبانول.